# Сан Лоренцо (Бергамо)
Сан Лоренцо је насеље у Италији у округу Бергамо, региону Ломбардија.
Према процени из 2011. у насељу је живело 33 становника. Насеље се налази на надморској висини од 237 м.